# Будапештська фондова біржа
Будапештська фондова біржа (угор. Budapesti Értéktőzsde) — фондова біржа в Угорщині. Розташовується в Будапешті.

## Події
З літа 1932 року по осінь 1933 року біржа була зачинена через економічну кризу.